# Neocentrophyidae
Neocentrophyidae là một họ kinorhyncha trong lớp Allomalorhagida.

## Các chi
- Neocentrophyes Higgins, 1969[1]
- Paracentrophyes Higgins, 1983[2]